# 布萊里姆·傑馬伊利
布萊里姆·傑馬伊利（發音：[blɛˈɾim dʒɛˈmaili]，羅馬化：Blerim Džemaili；1986年4月12日—）是瑞士的一名足球運動員。在場上司職中場。他是前南斯拉夫馬其頓的阿爾巴尼亞人。現效力於瑞士足球超级联赛球隊蘇黎世。

## 外部連結
- Bolton Wanderers Profile （页面存档备份，存于） at Burnden Aces （页面存档备份，存于）
- 足球数据库：Blerim Dzemaili的球员统计数据
- Player profile （页面存档备份，存于）
- FC Zürich stats （页面存档备份，存于）